# ۱۱۸ (قمری)
۱۱۸ (قمری)، صد و هجدهمین سال در گاهشماری هجری قمری است. اول محرم این سال برابر با بیست و چهارم ژانویه سال ۷۳۶ میلادی است.